# Sabba, die Hexe
Sabba, die Hexe (Originaltitel: La visione del sabba bzw. La sorcière), ist ein französisch-italienischer Spielfilm, der 1988 von Marco Bellocchio inszeniert wurde.

## Handlung
Der junge Psychiater David ist gerade mit dem Studium fertig, als er die junge Maddalena beurteilen soll, die einen Jäger ermordet hat. Sie behauptet, eine Hexe aus dem 17. Jahrhundert zu sein, die im Auftrag des Teufels arbeite. Sie sagt weiterhin, dass sie seit 300 Jahren nach einem Mann suche.
Ein Mitarbeiter der öffentlichen Verwaltung teilt David mit, er hätte Grund, ihr zu glauben.
Bereits nach seinem ersten Treffen mit der attraktiven Maddalena beginnt sich David zu verändern: Er ignoriert seine schöne junge Frau Cristina und verliert sich in Träumen und Halluzinationen, in denen er an Untersuchungen der Inquisition und erotischen Hexenzirkeln teilnimmt.

## Kritik
„Sowohl in der Anlage der Geschichte als auch der Figurenzeichnung dürftiger Film, der nichts als gähnende Langeweile verbreitet.“

## Auszeichnungen
1988: Nominiert für den  Nastro d’Argento in der Kategorie bestes Produktionsdesign (Migliore Scenografia): Giantito Burchiellaro